# Wildcard (Miranda Lambert)
Wildcard è il settimo album in studio della cantante statunitense Miranda Lambert, pubblicato il 1º novembre 2019.

## Descrizione
Lambert ha scritto tutte e quattordici le tracce presenti nell'album, con la partecipazione nella stesura di Natalie Hemby, Hillary Lindsey, Lori McKenna, Ashley Monroe e Brent Cobb. Way Too Pretty for Prison vede la collaborazione vocale della collega Maren Morris.

## Tracce
1. White Trash
2. Mess with My Head – 2:33
3. It All Comes Out in the Wash – 3:35
4. Settling Down
5. Holy Water
6. Way Too Pretty for Prison (feat. Maren Morris) – 3:14
7. Locomotive – 3:14
8. Bluebird – 3:30
9. How Dare You Love
10. Pushin' Time
11. Fire Escape
12. Pretty Bitchin'
13. Tequila Does
14. Dark Bars